# Turm der Panicher

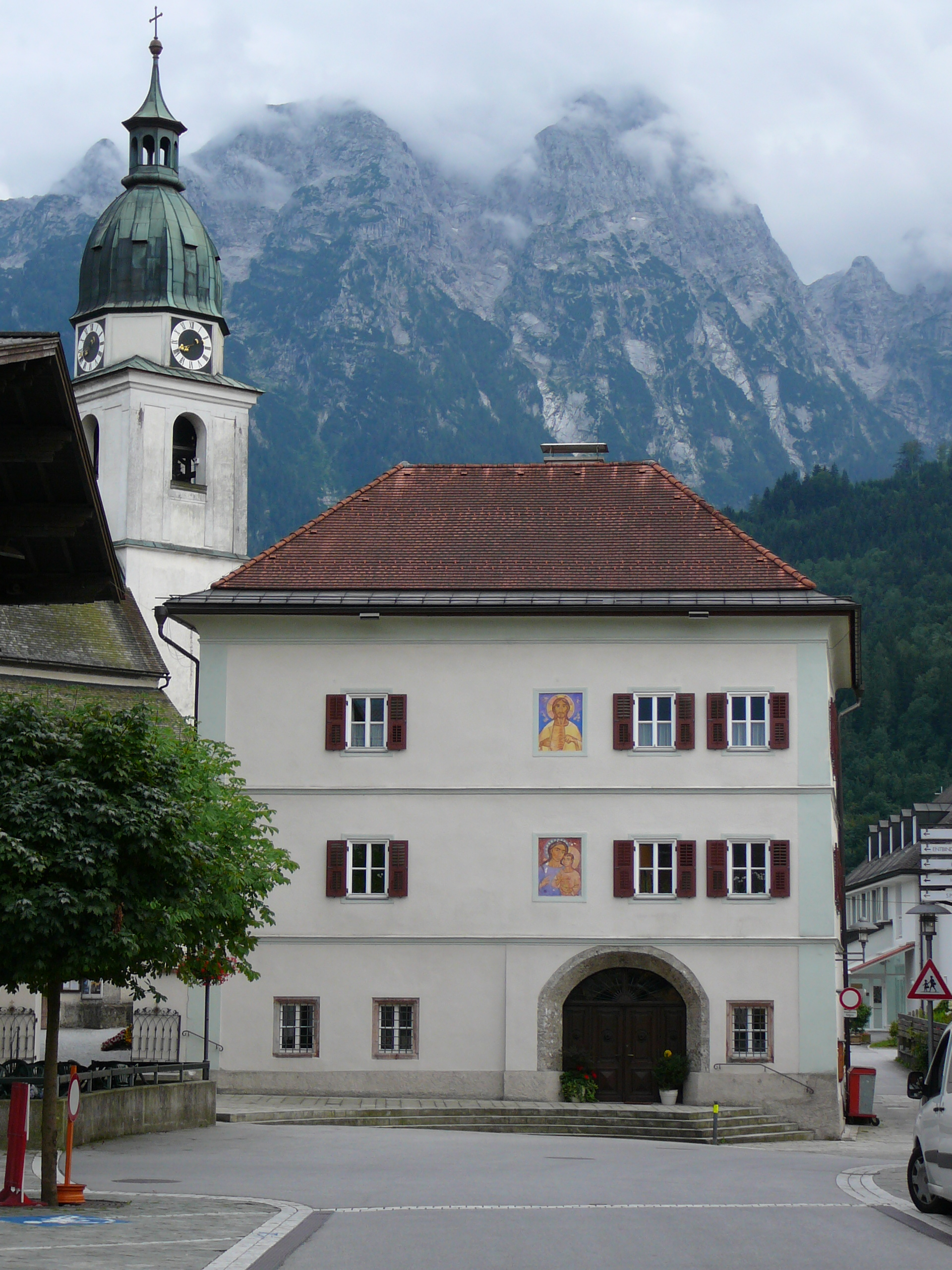
Pfarrhof von Kuchl – ehemals Turm der Panicher

Der Turm der Panicher (auch Turmburg Kuchl genannt) stand in der Gemeinde Kuchl im Bezirk Hallein von Salzburg (Marktplatz 1). Der Pfarrhof als Nachfolgebau steht unter Denkmalschutz (Listeneintrag).

## Geschichte
997 hatte der Kuchler Dienstmann Gezo einen Tauschvertrag mit dem Erzbischof von Salzburg geschlossen, und in Folge entstand hier eine Grafschaft mit Landgericht.
Der Markt Kuchl wurde um 1000 von den Grafen von Plain angelegt. Dabei wurde auch eine Chorturmkirche erbaut, die der heiligen Magdalena geweiht war – ein Hinweis, dass es sich ursprünglich um eine Burgkapelle gehandelt haben muss. Die Kirche wurde 1243 dem Salzburger Domkapitel inkorporiert und dabei den Heiligen Maria und Pankraz geweiht. Hier ist die Familie der Kuchler seit dem 12. Jahrhundert nachweisbar, welche die Turmburg zu Kuchl bewohnt hat. Nach dem Bau der Burg Golling wurde diese Verwaltungszentrum und der alte Zentralort Kuchl verlor zusehends an Bedeutung.
Nachfolger der Kuchler wurden um 1436 die Panicher von Volkersdorf (von Schloss Prielau bei Kirchanschöring am Waginger See). Diese Familie waren ursprünglich Ministerialen der Grafen von Kraiburg. 1471 wurde Primus Panicher zum Pfarrer von Kuchl ernannt. Er hatte sich gegen den Kandidaten der Kurie, Robert Storch aus der Diözese Passau und Sekretär des Kardinals Francesco Piccolomini-Todeschini, durchsetzen müssen. Die Panicher stifteten nach dem Ableben des Wolfgang Panicher 1508 die eigene Turmburg als neuen Pfarrhof.

## Familie Panicher

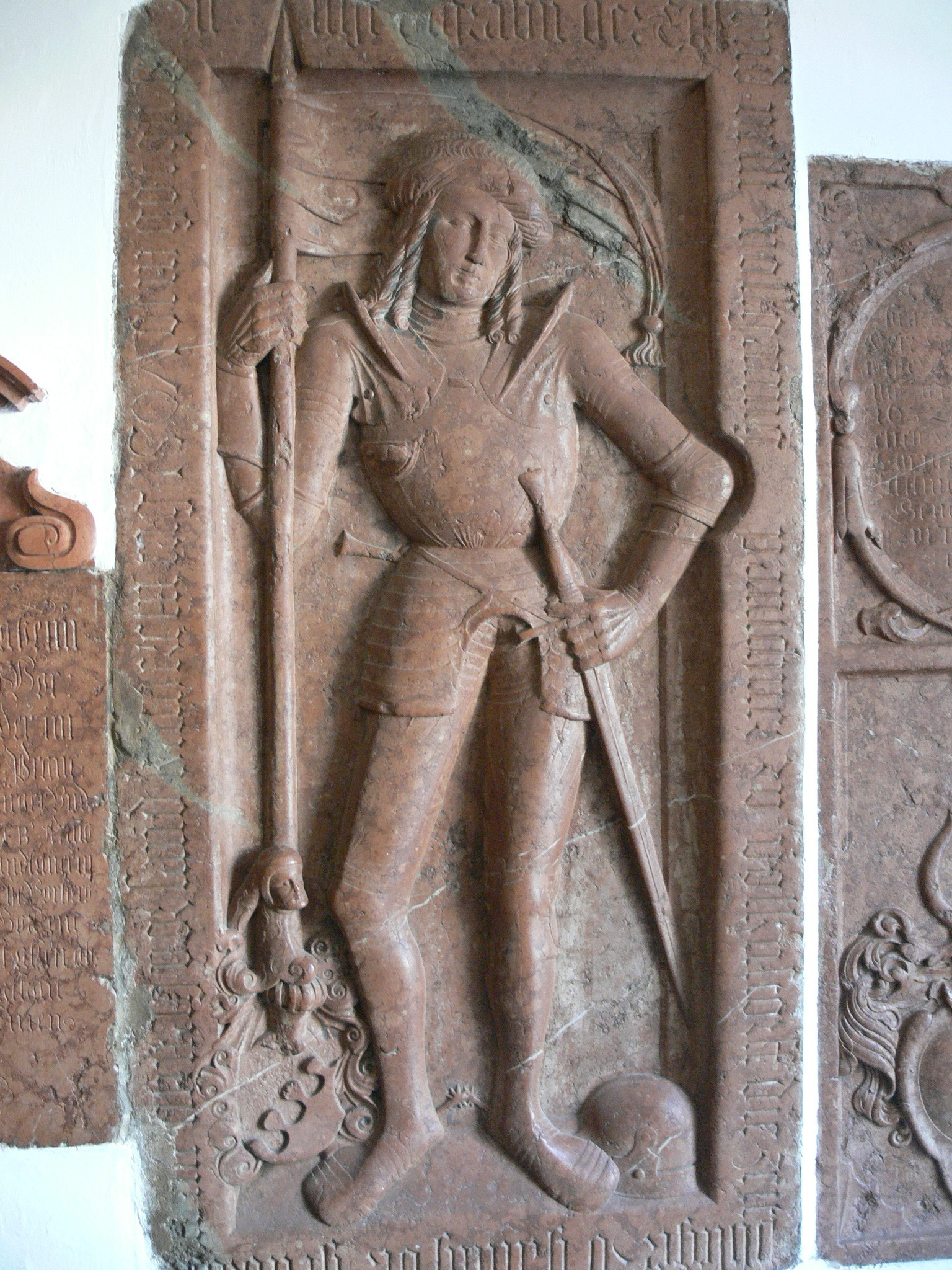
Epitaph des Wolfgang Panicher

In der Pfarrkirche sind Grabsteine der Familie Panicher, von denen vor allem der des Wolfgang Panicher von 1507 bemerkenswert ist. Er wird Hans Valkenauer zugeschrieben. Die Inschrift lautet:

„Hie ligt begraben der Edl und vesst Wolfgang Panicher zu Volknstorff, diezeit Phleger zu Galing, der gestorben ist am Erchtag vor Sand Kathreintag 1507. Dem Got genad.“

Auch in der Kreuzigungsgruppe (betender Ritter) und rechts außen vom Nordportal sind Panicher (1463) dargestellt, immer erkennbar an einer Tuchhaube. Vor dem Nordportal liegt ein weiterer Grabstein der Panicher, von dem nur mehr das Wappen erkennbar ist.

## Pfarrhof Kuchl
Der romanische Turm ist heute noch im Gemäuer des Pfarrhofes erkennbar. Im rechten Teil des Gebäudes befinden sich die mächtigen Mauern des ehemaligen Turms (8 × 8 m) mit einem Gewölbe aus der Erbauungszeit. Die Anbauten nach Westen stammen aus späterer Zeit.
Der Pfarrhof ist ein dreigeschoßiges Gebäude mit einem Walmdach. Im Kern aus 1565 wurde das Gebäude mehrmals umgebaut. Die Hauptfassade hat ein breites spätgotisches Segmentbogenportal. Im Flur des Erdgeschoßes hat eine Stichkappentonnengewölbe. An der Fassade sind zwei Fresken Maria mit dem Kind und Christus mit den Wundmalen vom Maler Karl Weiser (1980).